# تاگیما
تاگیما (انگلیسی: Tagima) شرکت تجهیزات موسیقی برزیلی است، که در سال ۱۹۸۶ تأسیس شد.